# Функція Бурже
Функція Бурже — неелементарна функція, яка є інтегральним узагальненням функцій Бесселя. Ввів Ж. Бурже 1861 року. Визначається так:
{\displaystyle {\mathsf {J}}_{n,k}(z)={\frac {1}{\pi }}\int _{0}^{\pi }(2\cdot \cos \theta )^{k}\cdot \cos(n\theta -z\cdot \sin \theta )d\theta }
Очевидно, що при {\displaystyle k=0} виходить функція Ангера.